# Lissonota argiola
Lissonota argiola là một loài tò vò trong họ Ichneumonidae.